# Secuieni (gmina w okręgu Harghita)
Secuieni – gmina w Rumunii, w okręgu Harghita. Obejmuje miejscowości Bodogaia, Eliseni i Secuieni. W 2011 roku liczyła 2644 mieszkańców.